# Kiełbasa lisiecka
Kiełbasa lisiecka – tradycyjna wędzona kiełbasa wieprzowa, wytwarzana w gminach Liszki i Czernichów w województwie małopolskim. Jest produktem o chronionym oznaczeniu geograficznym w Unii Europejskiej.

## Charakterystyka
Kiełbasa lisiecka jest wytwarzana z wysokiej jakości mięsa wieprzowego, głównie z szynki (85% składu). Posiada kształt wianka o średnicy 35–40 cm. Zewnętrzna powłoka ma kolor ciemnobrązowy, wynikający z procesu naturalnego wędzenia, jest lśniąca i lekko pomarszczona, sucha w dotyku. Kiełbasa ma około 52 mm grubości. W jej przekroju widoczne są jasne kawałki mięsa szynkowego, otoczone ciemniejszym farszem mięsnym. Kiełbasa lisiecka posiada smak doprawionego mięsa wieprzowego z delikatnymi aromatami pieprzu i czosnku.
Produkowana jest z mięsa wieprzowego klasy "E", o zawartości chudego mięsa 55–60%. Mięso nie może być konserwowane w żaden inny sposób poza schładzaniem. Pozostałymi składnikami są świeży czosnek, peklosól i mielony biały pieprz. Mięso jest krojone w kostkę o wymiarze 3–5 cm, a następnie peklowane przez 2–4 dni. Po peklowaniu mięso przeznaczone na farsz jest dwukrotnie mielone, po czym mieszane z czosnkiem i pieprzem. Następnie mięsem wypełnia się osłonki (białkowe lub naturalne jelita wołowe) i pozostawia na tzw. osadzanie na 2 godziny. Później kiełbasy wędzi się i piecze w tradycyjnej komorze wędzarniczej, w której pali się drewnem olchowym, bukowym lub z drzew owocowych. Cały proces składa się z osuszania, wędzenia i pieczenia, i trwa 3,5–4,5 godziny.
Kiełbasa lisiecka może być produkowana w granicach gmin Liszki i Czernichów w województwie małopolskim. W celu ochrony nazwy pakowana jest w etykietę zgodną ze specyfikacją Unii Europejskiej, wspólną dla wszystkich producentów. Na etykiecie wyszczególnione jest miejsce produkcji.

## Historia
Kiełbasa lisiecka wywodzi się z tradycyjnej, grubo krojonej kiełbasy krakowskiej i pod swoją nazwą wyodrębniła się w latach 30. XX wieku. Szczególne tradycje masarskie w okolicach Liszek i Czernichowa notowane są od połowy XIX wieku. Rzemieślnicy spoza miasta sprzedawali wówczas swoje produkty na tzw. "wolnicach", czyli wolnych targach, na których mogli sprzedawać rzemieślnicy nie należący do cechów. Rękopis z 1894, znajdujący się w archiwum Muzeum Etnograficznego w Krakowie, podaje, że w całym powiecie krakowskim działało wówczas 87 rzeźników, z czego 34 pracowało w miejscowościach należących do gmin Liszki i Czernichów. Czyniło to z tej okolicy drugi po samym Krakowie ośrodek produkcji wędlin.
W 1949 roku spośród 45 prywatnie działających rzeźników w powiecie krakowskim 40% prowadziło swoją działalność w gminach Czernichów i Liszki. W okresie PRL masarze z tych okolic produkowali wędliny w stworzonym przez siebie zakładzie w ramach Gminnej Spółdzielni w Liszkach. Spółdzielnia ta produkowała kiełbasę lisiecką do 1989 roku. Po przemianach ustrojowych w okolicy powstały prywatne zakłady masarskie kontynuujące tradycyjną produkcję. Część z nich zrzeszona jest w konsorcjum zajmującym się produkcją, promocją i ochroną tego produktu.